# Selenops nigromaculatus
Selenops nigromaculatus là một loài nhện trong họ Selenopidae.
Loài này thuộc chi Selenops. Selenops nigromaculatus được Eugen von Keyserling miêu tả năm 1880.
Het dier is alleen met zekerheid waargenomen in México.